# Federación Salvadoreña de Baloncesto
Der Salvadorianische Basketballverband ist der offizielle Basketballverband in El Salvador. Er hat seinen Sitz in San Salvador.

## Geschichte und Aufgaben
Der Verband ist seit 1956 Mitglied der Fédération Internationale de Basketball (FIBA) und ist damit auch Mitglied der FIBA Amerika. Präsident des Verbandes ist zur Zeit Yamil Bukele. Sein Generalsekretär ist Roberto Calderon.
Der Verband ist für die Organisation, Leitung und Entwicklung des Basketballsports in El Salvador verantwortlich. Der Verband vertritt den Basketballsport gegenüber Behörden sowie nationalen und internationalen Sportorganisationen.
Zusätzlich verteidigt der Verband auch die moralischen und materiellen Interessen des Salvadorianischen Basketballs. Der Verband organisiert die Nationale Meisterschaft und ist für die Salvadorianische Basketballnationalmannschaft und die Salvadorianische Basketballnationalmannschaft der Damen verantwortlich.

## Infos zum Verband
| Kriterium               | Fakten           |
| ----------------------- | ---------------- |
| Gründungsjahr           |                  |
| FIBA-Mitgliedschaft     | Ja               |
| Jahr des FIBA-Beitritts | 1956             |
| Kontinental Verband     | FIBA-Amerika     |
| Sitz des Verbandes      | San Salvador     |
| Präsident               | Yamil Bukele     |
| Generalsekretär         | Roberto Calderon |
| Höchste Liga            |                  |
| Sonstiges               |                  |